# Matthew Holmes (ciclista)
Matthew Holmes (Wigan, Reino Unido, 8 de dezembro de 1993) é um ciclista profissional britânico que compete com a equipa Lotto Soudal.

## Trajectória
Estreiou como profissional em 2012 com a Team Raleigh e em 2014 alinhou pelo Madison Genesis, ambos equipas britânicas de categoria Continental. Em 2020 deu o salto ao WorldTour depois de assinar com a Lotto Soudal por dois anos. Em sua primeira carreira com a equipa belga, conseguiu a sua primeira vitória como profissional ao vencer na última etapa do Tour Down Under com final em Willunga Hill.

## Palmarés
2020
- 1 etapa do Tour Down Under

## Equipas
- Team Raleigh (2012-2013)
  - Team Raleigh-GAC (2012)
  - Team Raleigh (2013)
- Madison Genesis (2014-2019)
- Lotto Soudal (2020-)

## Enlace externos
- Matthew Holmes (ciclista) no ProCyclingStats